# والاس بیری
والاس فیتزجرالد بیری (انگلیسی: Wallace Fitzgerald Beery؛ زاده ۱ آوریل ۱۸۸۵ - درگذشته ۱۵ آوریل ۱۹۴۹) یک هنرپیشه اهل ایالات متحده آمریکا بود. وی بین سال‌های ۱۹۱۳ تا ۱۹۴۹ میلادی فعالیت می‌کرد.

## جوایز
- جایزه اسکار بهترین بازیگر نقش اول مرد بخاطر بازی در فیلم قهرمان (۱۹۳۲)
- جام ولپی بخاطر بازی در فیلم زنده‌باد ویا! (۱۹۳۴)

## فیلمشناسی
- مادام دابل ایکس (۱۹۱۴)
- یک پخمه زبل (۱۹۱۷)
- پیروزی (۱۹۱۹)
- گردآوری (۱۹۲۰)
- رابین‌هود (۱۹۲۲)
- ببر سفید (۱۹۲۳)
- ریچارد شیردل (۱۹۲۳)
- ماجرا (۱۹۲۵)
- در پشت جبهه (۱۹۲۶)
- شرکای جرم (۱۹۲۸)
- مین و بیل (۱۹۳۰)
- خانه بزرگ (۱۹۳۰)
- قهرمان (۱۹۳۱)
- گرند هتل (۱۹۳۲)
- زنده‌باد ویا! (۱۹۳۴)
- جزیره گنج (۱۹۳۴)
- وایومینگ (۱۹۴۰)